# 파라카리온 미오지넨시스

세포벽과 단일 핵막, 하나의 단일한 큰 나선 세포 내 공생 생물(단면으로 보임)을 갖고 있는 독특한 세포 구조를 보여 주는 파카리온 미오지넨시스의 그림. 원생생물 또는 진핵생물에서 발견되지 않은 조합이다. 세포의 길이는 10 μm이다.

파라카리온 미오지넨시스(Parakaryon myojinensis)는 단세포 생물의 일종으로 2012년에 기재된 단 하나의 표본만 알려져 있다. 원핵생물과 진핵생물의 특징을 모두 갖고 있지만, 다른 분류군과도 뚜렷하게 구별되며 지금까지 발견된 어떤 유기체보다 독특하다.

## 비교
| 구                     | 원핵생물 | 진핵생물    | 파라카리온 미오지넨시스 |
| ---------------------- | -------- | ----------- | ----------------------- |
| 세포핵 존재 여부       | 없음     | 있음        | 있음                    |
| 핵막 개수              | -        | 2           | 1                       |
| 핵공 존재 여부         | -        | 있          | 없음                    |
| 리보솜 위치            | 세포질   | 세포질      | 세포질 또는 세포핵 내부 |
| 내배엽 존재 여부       | 없음     | 있음        | 있음                    |
| 소포체 존재 여부       | 없음     | 있음        | 없음                    |
| 골지체 존재 여부       | 없음     | 있음        | 없음                    |
| 미토콘드리아 존재 여부 | 없음     | 보통 존재함 | 없음                    |
| 염색체 구조            | 민감성   | 선형        | 필라멘트형              |
| 세포골격 존재 여부     | 있음     | 있음        | 없음                    |

## 같이 보기
- 아나토마 후지쿠라이, 같은 위치에서 발견된 종.